# Trigonal bipyramidal molekylær geometri
I kemi er trigonal bipyramidal en molekylær geometri, med ét centralt atom i midten og fem eller flere atomer i hjørnerne i en triangulær bipyramide-form. Det er et eksempel på en geometri, hvor bindingsvinklerne til liganderne ikke er identiske (se også pentagonal bipyramidal), fordi der ikke findes nogen geometrisk placering, hvor de fem atomer har ens bindingsvinkel.
Eksempeler på molekyler med denne type geometri tæller fosforpentafluorid (PF5) og fosforpentachlorid (PCl5) i gasfasen.